# André Lacrampe
André Jean René Lacrampe (ur. 17 grudnia 1941 w Agos-Vidalos, zm. 15 maja 2015 w Lourdes) – francuski duchowny katolicki, arcybiskup Besançon w latach 2003-2013.

## Życiorys
Święcenia kapłańskie otrzymał 31 grudnia 1967 i został inkardynowany do diecezji Tarbes i Lourdes. Był m.in. diecezjalnym duszpasterzem młodzieżowej Akcji Katolickiej, a także wikariuszem generalnym diecezji.

### Episkopat
13 lipca 1983 papież Jan Paweł II mianował go biskupem pomocniczym diecezji Reims, ze stolicą tytularną Legia. Sakry biskupiej udzielił mu 16 października 1983 ówczesny biskup Tarbes i Lourdes - Henri Donze.
1 października 1988 został mianowany biskupem-prałatem Prałatury terytorialnej Mission de France. 5 stycznia 1995 został biskupem Ajaccio.
13 sierpnia 2003 został biskupem ordynariuszem archidiecezji Besançon. 25 kwietnia 2013 przeszedł na emeryturę. Po rezygnacji zamieszkał w Lourdes, gdzie zmarł 15 maja 2015.